# Шептицкая, София
София Людвика Цецила Констанция Шептицкая (пол. Zofia Ludwika Cecyla Konstancja Szeptycka, 27 мая 1837, Львов — 17 апреля 1904, Прилбичи (ныне Яворовского района Львовской области Украины)) — графиня, польская писательница, художница. Мать митрополита Андрея Шептицкого, предстоятеля Украинской грекокатолической церкви в 1900—1944 гг. и архимандрита УГКЦ Климентия Шептицкого, блаженного Католической церкви.

## Биография
Родилась в семье известного польского драматурга графа Александра Фредро и его жены Софии Яблоновской. Образование получила в Париже и Вене. В 1855 была близка к деятелям Отеля Ламбер. С 1856 до 1861 проживала во Львове. В октябре 1861 года вышла замуж за Яна Канта Шептицкого.
В браке родилось семеро сыновей, но первенцы умерли в детском возрасте (Стефан Кант Александр (1862–1864),  Ежи Пётр (1863–1880)):
- Роман Александр Мария Шептицкий(1865–1944) - впоследствии митрополит Андрей ,
- Александр Мария Доминик Шептицкий (1866–1940) - землевладелец, женился на Изабелле Собаньской (1870-1933), семеро детей.
- Станислав Мария Ян Шептицкий (1867–1950) — окончил военную академию в Вене, генерал австро-венгерской армии и Войска Польского, дважды женат
- Казимир Мария Шептицкий (1869–1951) - впоследствии отец Климентий
- Леон Юзеф Мария Шептицкий (1877–1939), землевладелец, этнограф и археолог-любитель; женился на Ядвиге Шембек (1883–1939; правнучке Александра Фредро), восемь детей. Вместе с женой были расстреляны НКВД в сентябре 1939 года в своем имении.

Была глубоко религиозна, что повлияло на решение двоих её сыновей посвятить себя службе Богу.

## Творчество
София Шептицкая была талантливой художницей, о чём свидетельствуют выполненные ею большие портреты: отца, матери, брата и автопортрет, которые приведены в качестве иллюстраций в её книгах. С большим чувством занималась религиозной живописью, созданные ею картины украшали костелы Львова, Кракова, Жолквы и др. Написала портрет св. Яна из Дуклы для Бернардинского костёла (Львов), где похоронен святой.
София Шептицкая — автор рассказов и очерков, написанных в виде семейного дневника. В 1900—1903 издала книгу «Воспоминания прошедших лет». В 1904 после её смерти газеты «Gazeta Narodowa» и краковский «Przegląd Polski» впервые напечатали отдельные рассказы С. Шептицкой. Написала воспоминания о юношеских годах Андрея Шептицкого.
Двухтомник собрания её «Писем» был напечатан в Кракове в 1906—1907.
Умерла 17.04.1904 и была похоронена в семейном поместье в Прилбичах.